# Tehachapi Mountains
Die Tehachapi Mountains [tɘ’hæʃəˌpi] sind Teil der Transverse Ranges im US-Bundesstaat Kalifornien. Der im Süden Kaliforniens befindliche Gebirgszug verläuft von Südwesten nach Nordosten und verbindet das südliche Kalifornische Küstengebirge im Westen mit dem südlichen Ende der Sierra Nevada im Osten. Das Gebirge erstreckt sich über ungefähr 64 km im südlichen Kern County, südöstlich von Bakersfield und variiert in der Höhe von ungefähr 1220 m bis 2400 m. Höchster Berg ist der Double Mountain mit einer Höhe von 2433 m.
Der Name Tehachapi stammt möglicherweise aus der Sprache der Kawaiisu-Indianer, wo tihachipia etwas wie schwer zu besteigen bedeutet. Es ist allerdings unklar, wofür die Kawaiisu diesen Begriff verwendet haben. Den Namen in seiner jetzigen Bedeutung hat der Botaniker William Henry Brewer erstmals 1863 verwendet.

## Beschreibung

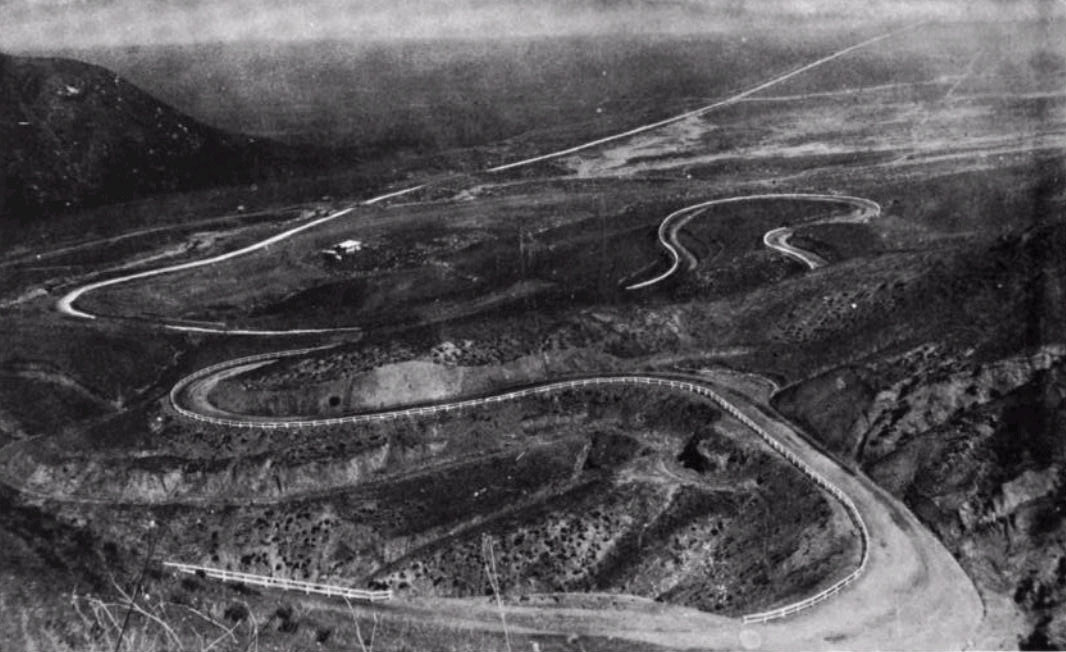
Nordseite des Tejon Passes, ca. 1920

Das Gebirge bildet die Wasserscheide zwischen dem San Joaquin Valley im Nordwesten und dem Antelope Valley im Südosten, einem Teil der Mojave-Wüste bzw. des Großen Beckens. Das Gebirge wird an seinem südwestlichen Ende von der Interstate 5 am Tejon-Pass überquert.
Der am nordöstlichen Ende des Gebirges gelegene Tehachapi Pass ist weniger steil. Er wird von einer durch die Southern Pacific Railroad errichteten Bahnlinie mit dem Tehachapi Loop, der California State Route 58 und vom California Aqueduct überquert, das Südkalifornien mit Wasser aus dem Sacramento-San Joaquin Delta versorgt. Das Los Angeles Aqueduct fließt südlich am Gebirge vorbei.
Obwohl die Tehachapi Mountains kein langes und auch kein hohes Gebirge sind, werden sie von vielen Kaliforniern für die Grenze zwischen Nord- und Südkalifornien gehalten (auch wenn einige meinen, Südkalifornien erstrecke sich weiter nördlich bis in das Gebiet um Fresno). Eine Spaltung Kaliforniens wurde zweimal, 1860 und 1965, diskutiert, beide Entwürfe schlugen den Bergrücken der Tehachapi Mountains als neue Grenze vor. Beide Vorschläge scheiterten. Die Ridge Route war die erste Straße, die im frühen 20. Jahrhundert über dieses Gebirge gebaut wurde und Nord- mit Südkalifornien verband. Heute folgt die Interstate 5 an vielen Stellen der ursprünglichen Trasse. Der Bau der Ridge Route soll dazu beigetragen haben, eine Spaltung in zwei separate Bundesstaaten zu verhindern.
Das Zementwerk The Monolith, das den Zement für den Bau des Hoover Dams und anderer öffentlicher Bauwerke lieferte, befindet sich in den Tehachapi Mountains östlich des Tehachapi Pass. In dem Gebiet liegt das Alta Wind Energy Center, der größte Windpark des Landes (Stand: September 2016).

## Geologie
Die Tehachapi Mountains sind ein Ergebnis der Bewegungen der südöstlich, parallel zum Gebirge liegenden Garlock-Verwerfung, einer Haupttransformstörung, die von der San-Andreas-Verwerfung im Westen zur Sierra-Nevada-Verwerfung im Osten und darüber hinaus verläuft. Die Verwerfung ist eine links-seitige Verwerfung und ungewöhnlich für Kalifornien, ihre Bewegung steht im Gegensatz zu den meisten Verwerfungen im Bundesstaat, die rechts-seitige Verwerfungen sind.

## Flora und Fauna
Die Wälder bestehen hauptsächlich aus Eichen und in den Bergregionen aus den charakteristischen Koniferen. Einige der seltenen Arten umfassen Weihrauchzedern, Kolorado-Tannen und an wenigen entlegenen Stellen gibt es kleine Vorkommen von Amerikanischen Zitterpappeln. Andere hier vorkommende Pflanzen sind Säckelblumen und Cercocarpus.
68 Vogelarten wurden in den Tehachapi Mountains nachgewiesen (unter ihnen der Diademhäher), von denen sich viele auch von Eicheln der Kalifornischen Schwarzeiche ernähren. An Säugetieren findet man Maultierhirsche, Pumas, Kojoten, Füchse, Schwarzbären, Rotluchse und Waschbären.

## Klima
Der Gebirgszug zeigt einen Querschnitt durch mehrere Klimazonen, er bildet die Grenze zwischen dem ariden Klima der Mojave-Wüste im Süden und dem mediterranen Klima im Großteil des Gebirges bis zum nördlichen San Joaquin Valley. Die höheren Bereiche gehören zur subalpinen Klimazone.
Das Große Becken im Osten und Südosten erhält typischerweise nur wenige Zentimeter Niederschlag pro Jahr, normalerweise im Winter. Der Sommer kann jedoch lokal begrenzten, sintflutartigen Regen bringen. Die vorherrschende Windrichtung ist Nordost, der Wind pfeift dann regelmäßig über die Pässe und in die Ost-West-Canyons und Täler der Tehachapi Mountains. Im Nordwesten liegt das San Joaquin Valley mit seinen ausgedehnten Hängen und deren Eichensavanne. Die Tehachapi Mountains sammeln die Meeres- und Talfeuchtigkeit, die sich viele Wochen im Jahr in dichtem Nebel luvwärts an den Hängen des Gebirges absetzt. Die höheren nordwärtsgerichteten (subalpinen) Hänge sind mit Koniferen, Kalifornischen Schwarzeichen und Kalifornischen Straucheichen bewachsen, während an den südlichen (kontinental-klimatischen) Hängen immergrüne Eichen, Sträucher und Graupinien vorkommen, typisch für das Verhältnis zwischen den Feuchtigkeit speichernden Nordhängen und den ausgesetzten Südhängen. Die Gipfelzone ist semiarid. Canyons, auch solche an der Südseite, können das ganze Jahr fließendes Wasser führen, besonders dort, wo die Hangneigung für zusätzlichen Niederschlag aus vorbeiziehenden Stürmen sorgt, und während der Schneeschmelze im Frühling.

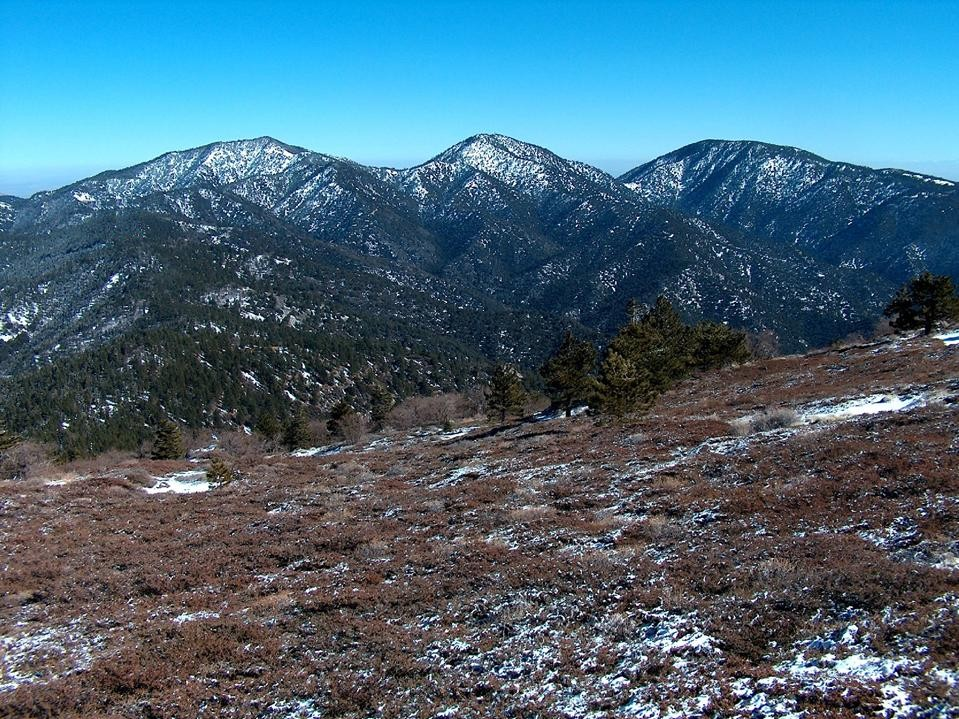
Tehachapi, Double und Covington Mountains
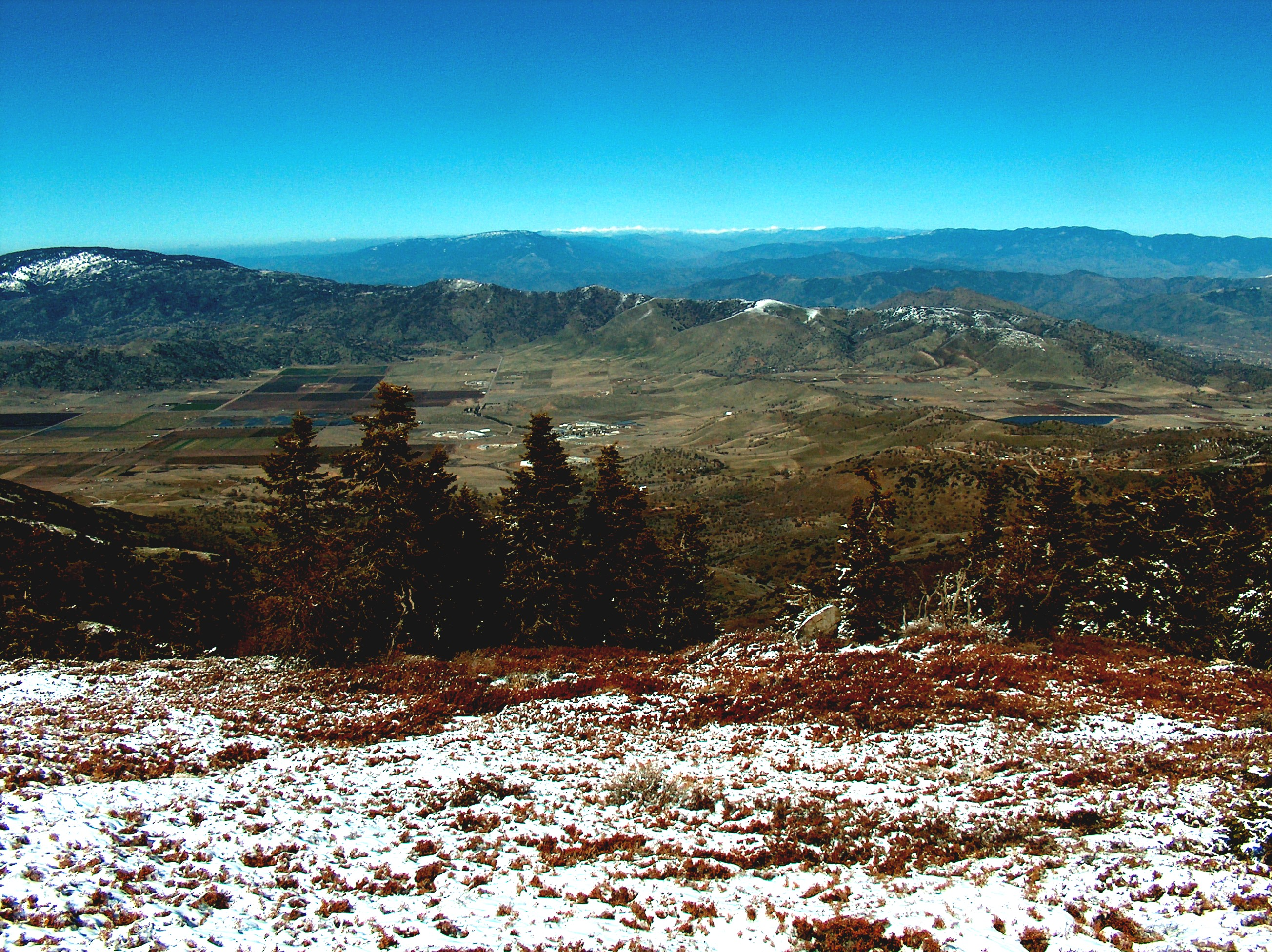
Sierra Crest vom Cummings Mountain aus gesehen
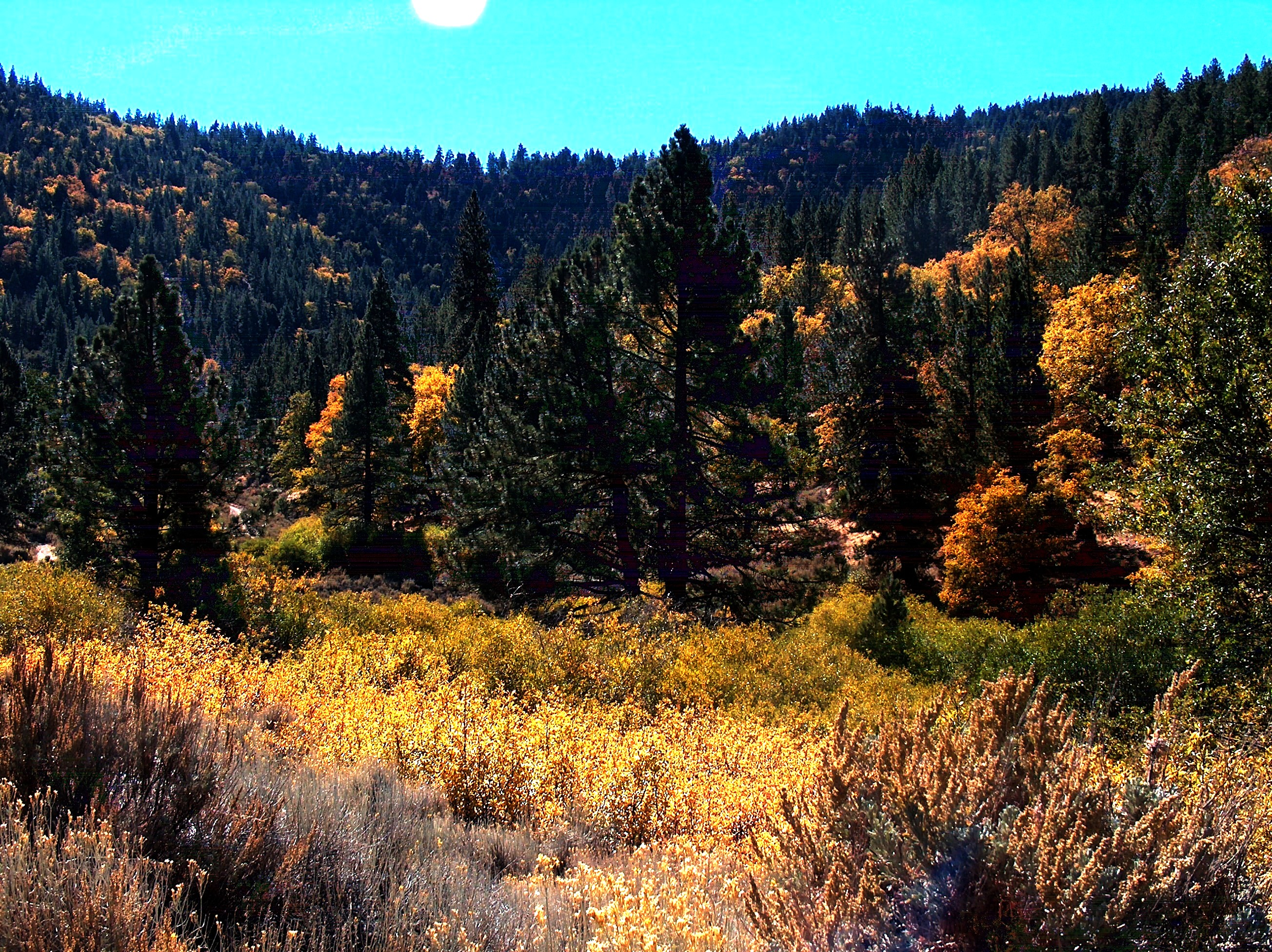
Alpine Forest oberhalb von Tehachapi
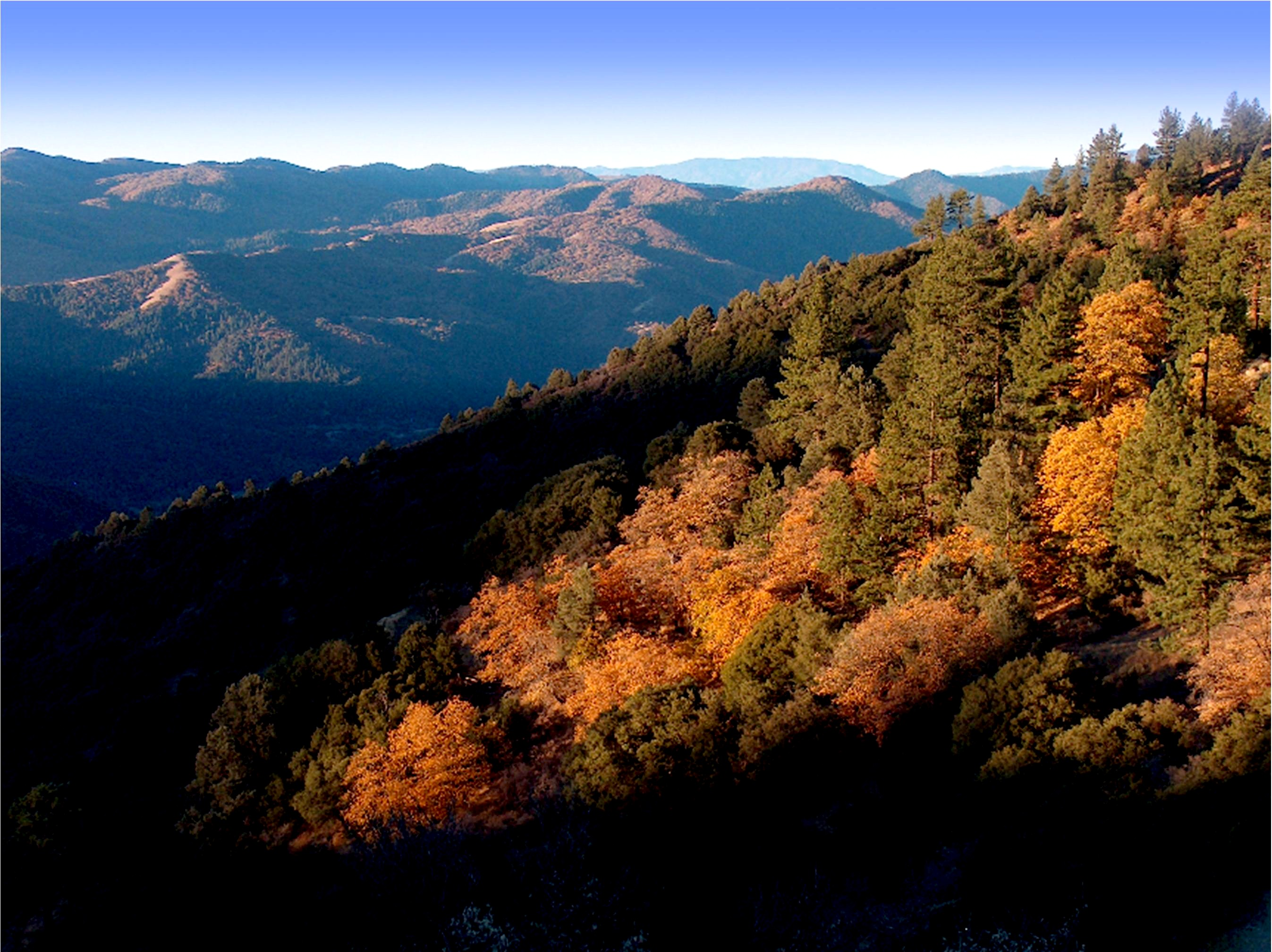
Tejon Ranch mit Frazier Mountain

## Gipfel
- Double Mountain (2433 m)
- Tehachapi Mountain (2426 m)
- Cummings Mountain (2365 m)
- Bear Mountain (2109 m)
- Black Mountain (1733 m)
- Grapevine Peak (1468 m)